# Rohrau (Herrschaft)
Die Herrschaft Rohrau war eine Grundherrschaft im Viertel unter dem Wienerwald im Erzherzogtum Österreich unter der Enns, dem heutigen Niederösterreich.

## Ausdehnung
Die Herrschaft umfasste zuletzt die Ortsobrigkeit über Rohrau, Gerhaus, Pachfurth, Hollern, Schönabrunn, Deutschhaslau, Scharndorf und Göttelsbrunn. Der Sitz der Verwaltung befand sich im Schloss Rohrau.

## Geschichte
Letzter Inhaber der Herrschaft war der Anton Graf von Harrach zu Rohrau, der die Herrschaft in den Reformen 1848/1849 auflöste.